# Thysochromis
Thysochromis is een geslacht van straalvinnige vissen uit de familie van de cichliden (Cichlidae).

## Soorten
- Thysochromis annectens (Boulenger, 1913)
- Thysochromis ansorgii Boulenger, 1901